# Turistická značená trasa 1636

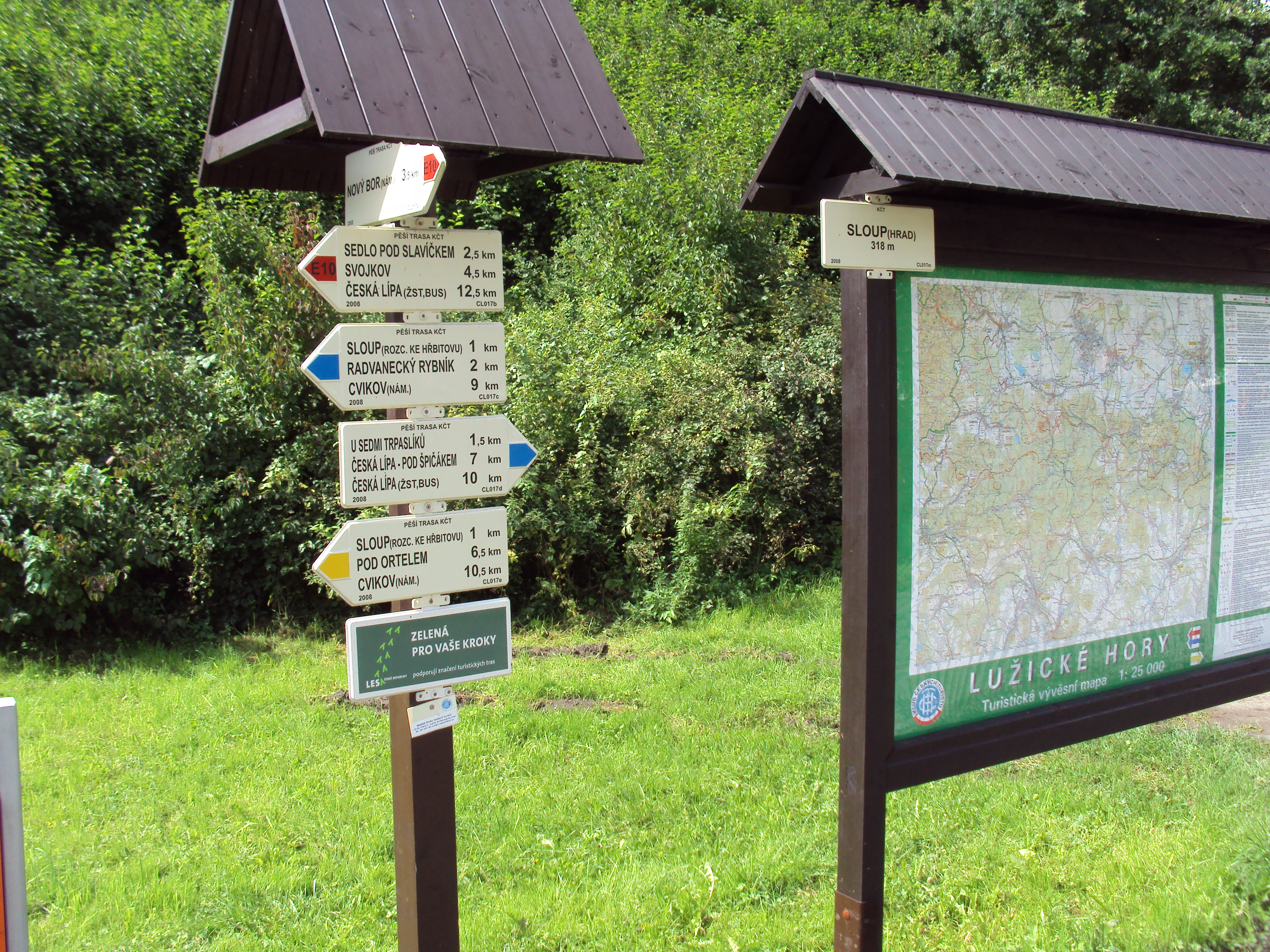
Mapa s rozcestníkem pod skalním hradem Sloup

Turistická značená trasa 1636 je modře vyznačená trasa KČT pro pěší turisty vedoucí z České Lípy na sever do Cvikova. Je dlouhá 17,2 km a vede severní částí území okresu Česká Lípa.

## Popis trasy
Modrá trasa 1636 začíná u železniční zastávky Česká Lípa střelnice a odtud vede středem města přes Městský park a dále na sever k rozcestníku pod vrcholem kopce Špičák nad stejnojmennou čtvrtí (zhruba 2 km od startu). Cesta poté pokračuje přes Pihel (307 m n. m.), osadu Chomouty a kolem restaurace U sedmi trpaslíků přes údolí Cikánských jeskyní k skalnímu hradu Sloup (285 m n. m.), kde se opět setkává s mezinárodní trasou E10. U rozcestníku je stojan s mapou. Ve Sloupu jsou vybudovány čtyři navazující naučné okruhy, část okruhů je na trase modré trasy.
Od hradu je modrá vedena kolem zámku Sloup ke koupališti na břehu Radvaneckého rybníka, poté přes Maxov a rozcestí Pod panenskou skalou do Cvikova, kde míjí Dům dětí Cvikováček a končí na hlavním náměstí (360 m n. m.) Mezi sloupským hradem a Cvikovem je trasa dlouhá 9 km, od České Lípy k hradu je 10 km.

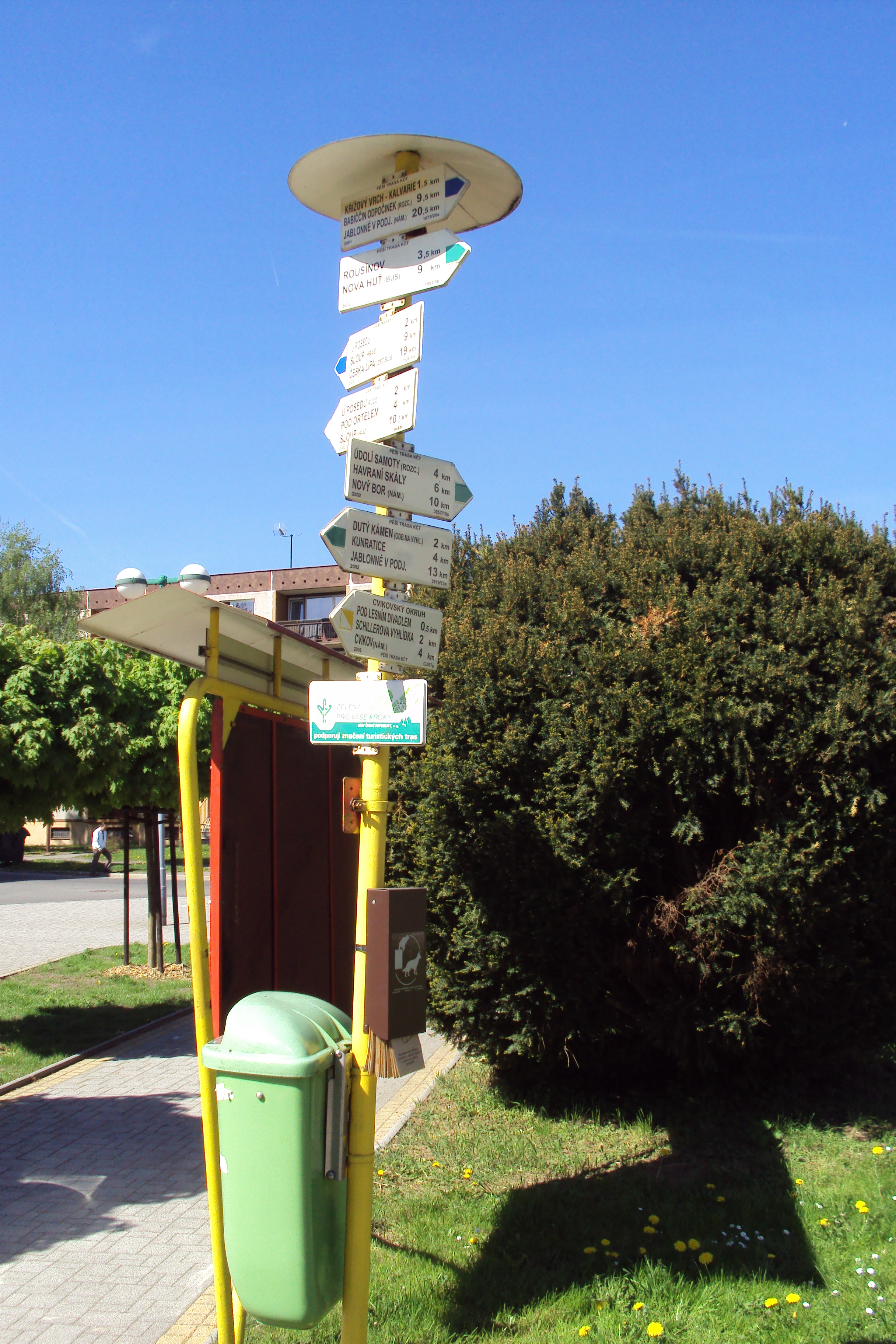
Konec trasy na náměstí v Cvikově

Procházené území patří do Ralské pahorkatiny a povodí Ploučnice. Administrativně do okresu Česká Lípa, Libereckého kraje.

## Značení
Trasa byla vyznačena pásovým značením Klubu českých turistů, na koncích i během trasy směrovkami s vyznačením vzdálenosti v kilometrech. Nové směrovky uvádí místo původního označení trasy 1636 nové označení rozcestníků – CL012 (Česká Lípa), CL017 (Sloup). Rozcestníky po trase byly doplněny tabulkou hlavního sponzora značení Lesy České republiky.

## Změny trasy
Kolem kopce Špičák byla modrá trasa vedena po jeho západní straně a odtud byla na vrchol k někdejší rozhledně (nyní vysílač) vedena vrcholová odbočka (viz aktuální mapa na Seznamu). V mapě KČT 15 z roku 2008 je již zachycena trasa upravená, bez odbočky.V části Pihelu došlo po roce 2007 po výstavbě golfového hřiště k prodloužení a odklonu trasy nyní vedené kolem areálu U zlatého buřtu při silnici z České Lípy do Nového Boru.

## Veřejná doprava
Autem je trasa přístupná na obou koncích s dostatečnou možností parkování. Česká Lípa střelnice je zastávkou na  železniční trati Bakov nad Jizerou – Jedlová, do Cvikova byla osobní železniční doprava  zrušena v roce 1973, zajíždějí sem pouze autobusy.

## Souřadnice
- Začátek trasy v České Lípě: 50°41′29″ s. š., 14°31′59″ v. d.
- Konec trasy v Cvikově: 50°46′36″ s. š., 14°38′2″ v. d.